# Gabriel Naudé
Gabriel Naudé, (París, 2 de febrer de 1600 - Abbeville, 10 de juliol de 1653) fou un bibliotecari i escriptor francès. Fou un escriptor prolífic que va produir obres sobre molts temes incloent la política, la religió, la història i el món sobrenatural. Un treball influent sobre la ciència bibliotecària va ser el llibre escrit l'any 1627 Consells sobre l'establiment d'una biblioteca. Posteriorment, Naudé va poder posar en pràctica totes les idees que va presentar en el Consell, quan se li va donar l'oportunitat de construir i mantenir la biblioteca del cardenal Jules Mazarin.

## Biografia
Naudé va néixer a París a principis de l'any 1600 a una família de mitjans modests. El seu pare era un oficial humil i la seva mare era una jove dona analfabeta. Fou descrit pels seus professors com tenaç i apassionat per la seva educació. Naudé va ingressar a la universitat en una edat jove on va estudiar filosofia i gramàtica. Posteriorment va estudiar medicina a París i Pàdua (on va assistir a les classes de Cesare Cremonini) i es va fer mèdic a la Universitat de París.
Als vint anys, Naudé va publicar el seu primer llibre, "Le Marfore ou Discours Contre les Lisbelles". L'obra va cridar l'atenció d'Henri de Mesme, president del Parlament de París. Mesme va oferir a Naudé el treball de bibliotecari a la seva col·lecció personal. Mesmes tenia una gran biblioteca per la seva època (uns 8.000 volums) i estava oberta als estudiosos que tenien les referències adequades. El servei de Naudé a la biblioteca de Mesme li donaria una experiència que després usaria per escriure el llibre "Assessorament sobre l'establiment d'una biblioteca". Naudé va escriure el llibre d'assessorament per Mesme, com a guia per a la construcció i el manteniment de la seva biblioteca. L'any 1629 es va convertir en bibliotecari del cardenal de Roma Giovanni Francesco Guidi di Bagno, i a la mort de Bagno l'any 1641, passà a ser el bibliotecari del cardenal Francesco Barberini.
Segons el desig del cardenal Richelieu, va començar una controvèrsia amb els Benedictins, negant que l'autor de "De Imitatione Christi" fos Jean Gerson. Richelieu va intentar fer de Naudé el seu bibliotecari i, a la seva mort, Naudé va acceptar una proposta similar del cardenal Mazarin. Durant els següents deu anys es va dedicar a reunir des de tots els punts d'Europa l'assemblea noble dels llibres coneguts com a "Mazarine Bibliothèque" (que fou la base per l'actual Biblioteca Mazarina). Mazarin havia portat amb ell a París una col·lecció que comptava amb més de 5.000 volums.
Naudé recorregué tot Europa durant deu anys per encàrrec del Cardenal Mazzarino comprant més de 40.000 volums entre els quals cal destacar una formidable col·lecció de manuscrits.
La biblioteca de Mazarin va ser venuda pel "parlement" de París durant els problemes de la Fronde, i Cristina de Suècia va convidar a Naudé a Estocolm. Naudé no estava content a Suècia, i Mazarin volia que tornés a formar la seva dispersa biblioteca. Naudé va voler tornar però la seva salut es va trencar, i va morir durant el viatge a Abbeville el 10 de juliol de 1653.
A més a més, Naudé es feu célebre per haver redactat l'Advis pour dresser une bibliotèque, el primer manual de biblioteconomia en francès i un dels primers de tot Europa.

## Màgia i esoterisme
La primera edició dels seus treballs sobre la màgia, ciències medievals, així com la història del seu aprenentatge i educació, es publicà el 1625. La seva obra, de 1690 fou l'última publicació de la seva vida. En els seus escrits defensà a personatges tan coneguts com Merlí, Nostradamus, Roger Bacon o Paracels de la greu acusació que se'ls feia al catalogar-los de màgs.
Naudé es dedicà a l'estudi de la màgia i la classificà en quatre categoríes: màgia blanca, màgia negra, màgia divina i màgia natural.

## Obres
- Instruction à la France sur la Verité de l'Histoire des Frères de la Roze-Croix... Paris: Chez François Julliot, 1623.
- Advis pour dresser une bibliothèque. Primera edició el 1627, reedició el 1644. Edició contemporània Klincksieck, 1994. - 164 p.; 18 cm. Reproducció de l'exemplar de la biblioteca de Sainte-Geneviève, Paris. ISBN 2-252-02730-4
- Addition à l'histoire de Louis XI. Primera edició 1630. Edició contemporània Fayard, 1999. - 196 p.; 23 cm. - (Corpus des œuvres de philosophie en langue française) D'après le texte de la 1ère éd. (1630). ISBN 2-213-60179-8
- Science des Princes, ou Considérations politiques sur les coups-d'état. Primera edició 1639. Edició contemporànea Le Promeneur. - ISBN 2-07-077275-6
- Quinque quaestionum latro-philologicarum / Gabriel Naudé. - Parisiis : Chouet, 1647. - 12ø.
- Causae Kempenses conjectio pro curia Romana / Gabriel Naudé. - Parisiis : Cramoisy, 1651. - 8ø.
- Apologie pour tous les grands personnages qui ont esté faussement soupçonnez de magie. 1625, La Haye : Chez Adrian Vlac, 1653.
- Bibliographia Militaris. In germania primum edita cura G. Schubarti. Ienae, ex Officina Nisiana, 1683. Primera edició separada d'aquesta obra consagrada als llibres dedicats a la guerra i l'art militar.
- Naudaean et Patiniana ou Singularitez Remarquables, Escogidas de ‘'Des Conversations De Mess. Naudé & Guy Patin. Segona edició revisada, corregida i ampliada d'Additions au Naudæana que no apareixien en l'Edition de Paris. Amsterdam: François vander Plaats, 1703.
- Science des princes, ou Considerations politiques sur les Coups d'État. Avec les Réflexions Historiques, Morales, Chrétiennes, & Politiques. De L.D.M.C.S.D.S.E.D.M. 3 volums. 1752. Les "Réflexions Historiques..." debidas a Louis du May, Conseiller et Secrétaire du Sérénissime Electeur de Mayence com indiquen les inicials del títol.
- Mémoire confidentiel adressé à Mazarin. Després del falleciment del Cardenal Richelieu. Publicat després del manuscrit autógraf i inédit d'Alfred Franklin.

## Cita
"La bibliothèque est le lieu de l'exercice public de la raison" (in Advis pour dresser une bibliothèque). (La biblioteca és el lloc de l'exercici públic de la raó)